# 1/2 + 1/4 + 1/8 + 1/16 + ⋯

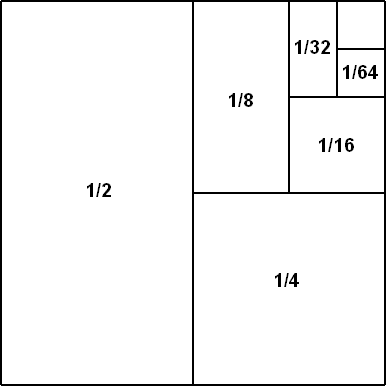
最初から6項の和を正方形の分割図として描いたもの

実数直線上の等比数列1/2 + 1/4 + 1/8 + 1/16 + ···

数学において、級数 1/2 + 1/4 + 1/8 + 1/16 + ··· は、絶対収束する幾何級数の初歩的な例である。
その和は以下のようになる。
{\displaystyle {\begin{aligned}{\frac {1}{2}}+{\frac {1}{4}}+{\frac {1}{8}}+{\frac {1}{16}}+\cdots &=\sum _{n=1}^{\infty }\left({\frac {1}{2}}\right)^{n}\\&={\frac {\dfrac {1}{2}}{1-{\dfrac {1}{2}}}}\\&=1\end{aligned}}}

また、2進数では
0.111111…
のように、"0." の後に 1 を無数に並べて表すこともできる。

## 直接証明
他の級数と同様、無限和
{\displaystyle {\frac {1}{2}}+{\frac {1}{4}}+{\frac {1}{8}}+{\frac {1}{16}}+\cdots }
は、最初の n 項の和
{\displaystyle s_{n}={\frac {1}{2}}+{\frac {1}{4}}+{\frac {1}{8}}+{\frac {1}{16}}+\cdots +{\frac {1}{2^{n}}}}
の、n が無限に大きくなるときの極限として定義される。
sn （上式の両辺）に 2 を乗じることにより、有用な関係性がわかる。
{\displaystyle 2s_{n}={\frac {2}{2}}+{\frac {2}{4}}+{\frac {2}{8}}+{\frac {2}{16}}+\cdots +{\frac {2}{2^{n}}}=1+{\frac {1}{2}}+{\frac {1}{4}}+{\frac {1}{8}}+\cdots +{\frac {1}{2^{n-1}}}=1+s_{n}-{\frac {1}{2^{n}}}}
両辺から sn を減じると次のような式になる。 
{\displaystyle s_{n}=1-{\frac {1}{2^{n}}}}
よって、{\displaystyle \lim _{n\to \infty }{\frac {1}{2^{n}}}=0} より、{\displaystyle \lim _{n\to \infty }s_{n}=1}

## 歴史
この級数は、ゼノンのパラドックスの一つの表現として使われた（二分法の説明に当たる）。また、ホルスの目は、かつてこの級数の最初の6項を表したものだと考えられていた。